# ABN AMRO
ABN AMRO Bank N.V. este a treia bancă olandeză ca mărime, cu sediul în Amsterdam. Aceasta a fost formată inițial în 1991 prin fuziunea a două bănci: Algemene Bank Nederland (ABN) și Amsterdamsche en Rotterdamsche Bank (AMRO Bank). 
ABN AMRO a fost desemnată Instituție Semnificativă de la intrarea în vigoare a Supravegherii Bancare Europene la sfârșitul anului 2014 și, în consecință, este supravegheată direct de Banca Centrală Europeană. 

## Istoric
În 2007, banca a fost achiziționată de un consorțiu format din trei bănci: Royal Bank of Scotland Group, Banco Santander Central Hispano și Fortis pentru 98.3 miliarde dolari. În urma acesteia, Fortis obține operațiile ABN AMRO din Belgia și Olanda, Banco Santander Central Hispano obține diviziile din America de Sud, iar Royal Bank of Scotland Group obține restul diviziilor din Asia și Europa, inclusiv pe cea din România și divizia de wholesale banking. 
La data de 3 octombrie 2008, Fortis a fost naționalizată. 
La data de 20 noiembrie 2015, guvernul olandez a listat compania printr-un IPO. 
În noiembrie 2020, ABN AMRO a anunțat că va reduce 2800 de locuri de muncă și își va vinde sediul central pentru a reduce 700 milioane de euro până în 2024.
În decembrie 2023, ABN AMRO a achiziționat BUX, o companie de brokeraj digitală, pentru a-și spori prezența.
În mai 2024, ABN a cumpărat Hauck Aufhäuser Lampe (HAL), o bancă specializată în private banking, pentru 672 milioane de euro de la Fosun International.
În octombrie 2024, guvernul Țărilor de Jos și-a anunțat planul de a-și reduce acțiunile în ABN AMRO de la 40,5% la 30% în următoarele luni.

## Controverse

### Frauda Madoff
Ca urmare a presupusei fraude a lui Bernard Madoff, Fortis Bank Netherlands (Holding) NV a pierdut 1 miliard de euro pe împrumuturi de la bancă (prin filiala sa Prime Fund Solutions, parte a Fortis Merchant Banking) la fondul de hedging și ca investiții colaterale în Bernard Madoff Investment Securities.

### Procesul SEC Goldman Sachs
ABN AMRO a fost menționată de către Comisia pentru Bursă și Valori Imobiliare a SUA (SEC) în dosarele judiciare atunci când a dat în judecată Goldman Sachs și unul dintre comercianții cu obligații colateralizate Goldman (CDO) la 16 aprilie 2010.

### Finanțarea diamantelor
ABN AMRO Bank este una dintre principalele bănci care finanțează afacerea cu diamante. ABN AMRO avea sucursale în Botswana, New York, Hong Kong, Mumbai și Dubai, toate vândute sau în curs de închidere. În prezent, au doar o sucursală în Antwerp.